# هفته مد نیویورک
هفتهٔ مُد نیویورک (به انگلیسی: New York Fashion Week) که با عنوان هفته مد مرسدس بنز (به انگلیسی: Mercedes-Benz FashionWeek) نیز شناخته می‌شود، یک رخداد نیمه سالانه در شهر نیویورک است که هر سال در ماه فوریه برای مد بهاره/تابستانه و در سپتامبر برای مد پاییزه/زمستانه برگزار می‌شود. این رخداد در کنار هفته مد لندن، هفته مد میلان و هفته مد پاریس به عنوان چهار رویداد مهم دنیای مد محسوب می‌شوند.

## تاریخچه
اولین هفته مد نیویورک که بعدها به عنوان هفته خبر نیز شهرت یافت، اولین هفته مد در دنیا به حساب می‌آید که در سال ۱۹۴۳ و در میانه جنگ جهانی دوم برپا شد. دلیل تا آن زمان پاریس به عنوان پایتخت مد در دنیا شناخته می‌شد. اما جنگ جهانی دوم مانع از این می‌شد که مردم و طراحان بتوانند برای بازدید و ارائه آخرین دستاوردهایشان به این شهر بروند، از این رو، هفته مد نیویورک متولد شد. الینور لمبرت روزنامه‌نگار مشهور مد و فشن، در همان زمان با ترتیب دادن هفته‌ای به نام هفته خبر و با دعوت از روزنامه‌نگاران و خبرنگاران در دنیای مد، سعی کرد طراحان نیویورکی و آمریکایی که تا آن زمان نادیده گرفته شده بودند را به همگان نشان دهد. البته در این مراسم بازدیدکنندگان اجازه حضور نداشتند و باید به شوروم هر طراح به صورت مجزا سر می‌زدند. از نگاه تمام نشریات مطرح این برنامه بسیار مطرح بود، چرا که نشریات معتبری چون ووگ که تا پیش از این فقط به طراحی‌ها و طراحان پاریسی اهمیت می‌دادند، تا حد زیادی در نظر خود تجدید نظر کردند و مد نیویورک به مجلات معتبر راه یافت.
در سال ۱۹۹۴، مراسم هفته مد نیویورک توسط فرن مالیس به محل اصلی و رسمی خود در بریانت پارک منتقل شد. پیش از این این مراسم محل مشخصی نداشت و مراسم هفته مد نیویورک در خیمه‌هایی طولانی برگزار می‌شد. از نکات قابل توجه در رابطه با این هفته مد این است که حضور در مراسم تنها با استفاده از دعوت پیشین امکان‌پذیر است. در مراسم هفته مد نیویورک که اولین برنامه از چهار هفته مد مطرح در دنیا است، طراحان مد، صنعت‌گران لباس و مد، خبرنگاران حوزه فشن، سلبریتی‌ها و نشریات الکترونیکی اینترنتی فشن دعوت می‌شوند. اما در سال ۲۰۰۹ تعدادی از طراحان تصمیم گرفتند خارج از بریانت پارک برنامه خود را برگزار کنند. این طراحان دلیل این تصمیم خود را مشکلات اقتصادی و سخنرانی‌ها و پرزنتیشن‌های طولانی در مراسم هفته مد عنوان کردند.

### رویدادهای سال ۲۰۰۹
در پاییز سال ۲۰۰۹ اما هفته مد نیویورک روند خود را کمی تغییر داد و به تکنولوژی نزدیک شد. عملی که برای افزایش وسعت این رویداد مهم دنیای مد نیاز بود. این مسئله نه تنها به طراحان کمک کرد که با هزینه کمتری مجموعه خود را تهیه کنند و به نمایش بگذارند، بلکه در زمان و هزینه سفر نیز صرفه‌جویی شد، چرا که طراحان می‌توانستند از این پس طرح‌های خود را از طریق اینترنت به معرض تماشای عمومی بگذارند. این رخداد باعث شد نه‌تنها تعدادی از طراحان محصولات خود را برای عرضه در اینترنت معرفی کنند، بلکه تعدادی از آن‌ها مزون‌های آنلاین راه‌اندازی کردند و تنها محصولات خود را از طریق اینترنت عرضه کردند. عملی که تا کنون نیز ادامه داشته است. نورما کامالی طراح به نام و برند مشهور پولو رالف لورن راگبی، بنتون، ویکتوریا سکرت و بسیاری از برندهای مطرح دنیا برای محصولات اپل و سیستم iOS برنامه‌هایی برای معرفی و فروش محصولات خود طراحی کرده‌اند. پس از این رویداد بود که ووینه تام طراح به نام چینی/آمریکایی به دست مدل‌های خود به جای کیف، تبلت‌های اچ. پی داد. در همان زمان نیز مرسدس بنز خود را به عنوان اسپانسر هفته مد نیویورک معرفی کرد و از آن پس هفته مد نیویورک به هفته مد مرسدس‌بنز نیز شهرت یافت.
به دلیل مشکلات اقتصادی که در سال ۲۰۰۹ گریبان‌گیر دنیا شده بود، بسیاری از طراحان مجبور شدند از شرکت در هفته مد نیویورک در پاییز این سال صرف نظر کنند. در سال‌های گذشته، خانه‌های مد هزینه‌ای تا حدود ۷۵۰٬۰۰۰ دلار را برای برگزاری هرچه بهتر هفته مد نیویورک تقبل می‌کردند. ایده استفاده از مانکن‌های مشترک برای کاهش هزینه‌های ران‌وی توسط دو طراح به‌نام مد، بتسی جانسون و ورا ونگ ارائه شد. با همین ایده بود که مارا هافمن، سرگیو داویلا و نیکولاس کی توانستند با استفاده از مانکن‌های مشترک هزینه‌های خود را تا ۴۰ درصد کاهش دهند. آن‌ها خطوط مجزای کت‌واک خود را یکی کردند و همین امر هزینهٔ آن‌ها را به شدت کاهش داد. یکی دیگر از رخدادهای مهم در فشن‌شو سال ۲۰۰۹، نمایش اقلامی بود که امکان استفاده در فصول مختلف سال را داشتند. طراحان به همین دلیل نام این فشن‌شوها را فشن‌شو دوستانه گذاردند. یکی از طرح‌هایی که در این فصل بسیار مرسوم شد، لباس‌هایی بود که می‌شد در فصل سرما به همراه یقه اسکی پوشید و در فصول گرم‌تر، آن‌ها را تنهایی به تن کرد. تمام این رویدادها را می‌توان به نوعی با بحران اقتصادی که در این سال به اوج خود رسید مرتبط دانست. طراحان مد و برندهای مطرح، با مشکل کاهش فروش مواجه شدند و راهی نداشتند جز طراحی لباس‌هایی که هزینه خریداران را کم کند.
اما در سال ۲۰۱۰ هفته مد نیویورک مجدداً مجبور به تغییر مکان شد. دلیل این تغییر مکان فشارهای زیادی بود که از سوی اداره پارک بریانت بر برگزار کنندگان وارد شد. به همین دلیل در این سال، محل برگزاری هفته مد مرسدس‌بنز به مرکز هنرهای تجسمی و نمایشی لینکلن منتقل شد. در سپتامبر سال ۲۰۱۰ اولین مراسم هفته مد در محل جدید برگزار شد.
با تغییر مکان محل برگزاری این رویداد، برگزار کنندگان هفته مد مرسدس‌بنز، به سیستم جدید که در سال ۲۰۰۶ توسط ادی مولون ابداع شده بود روی آوردند. فشن جی.پی. اس (به انگلیسی: Fashion GPS) نام برنامه‌ای بود که ادی مولون برای ارتباط بین نمایندگی‌های خود ابداع کرد. البته این سیستم به سرعت بین طراحان و برندهای مطرح دنیا مانند گوچی، شنل، دیور و… فراگیر شد. این سیستم به برگزار کنندگان هفته مد مرسدس‌بنز این امکان را می‌داد که بدون دردسر از میهمانان خود پذیرایی کنند و هر کسی را در جای مناسب خود قرار دهند. این سیستم همچنین به کمک طراحان و برندها و شرکت کنندگان در رویدادهای فشن هم آمد و آن‌ها می‌توانستند با استفاده از این برنامه، از تمام اطلاعات و وقایع هفته مد مطلع شوند.

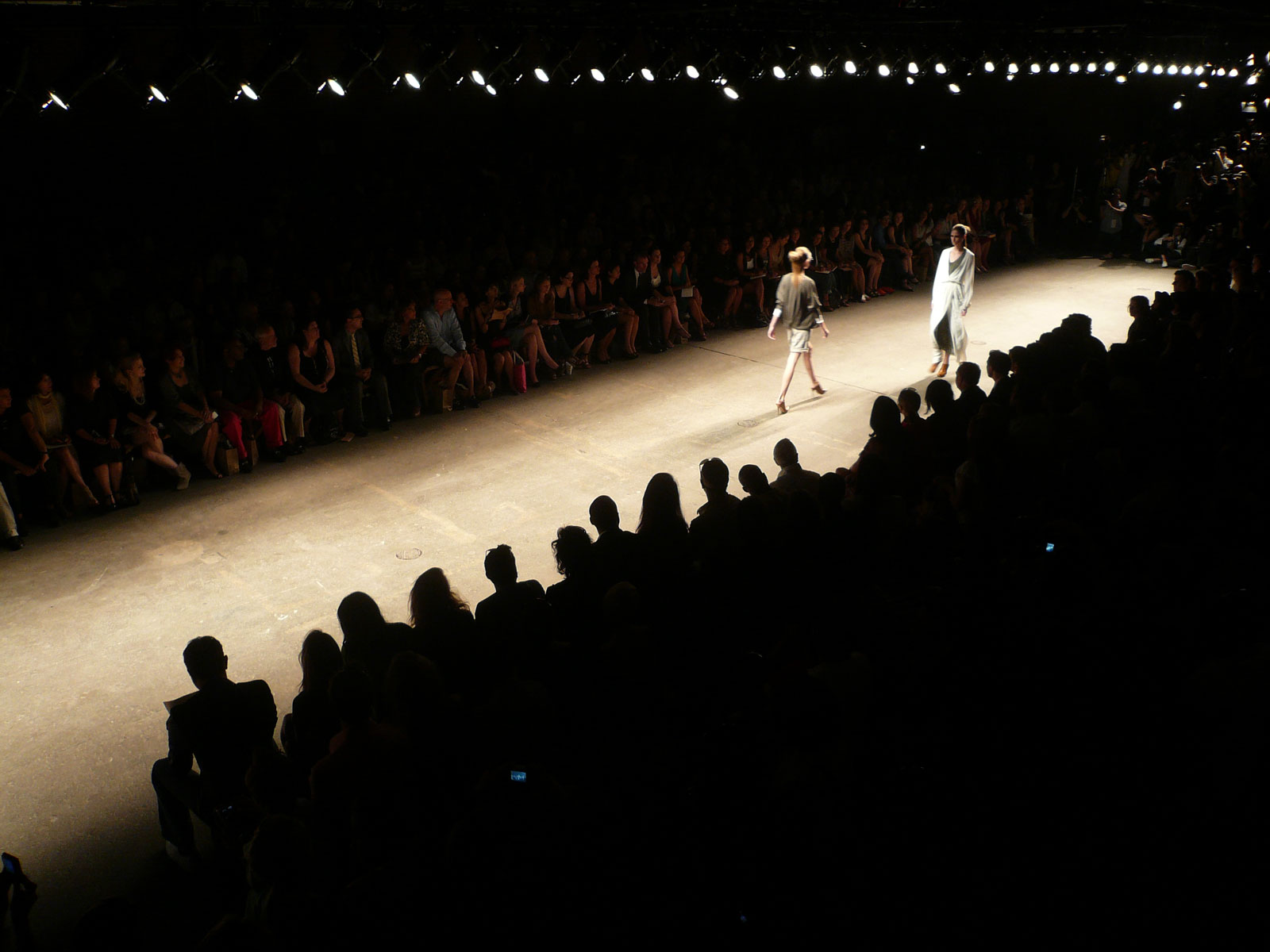
هفته مد بهاره سال ۲۰۰۸، نیویورک

]] 

### مد پاییزه/زمستانه سال ۲۰۱۱
هفته مد مرسدس بنز در سال ۲۰۱۱ تغییرات چندانی نسبت به سال قبلش نداشت. تنها به دلیل مسوولین برگزاری با اختصاص فضای بزرگتری نزدیک به ۱۷ هزار فوت مربع، باعث شدند فضای بیشتری برای عرضه محصولات طراحان و برندها وجود داشته باشد. همین امر هفته مد سال ۲۰۱۱ را جذاب‌تر کرد. هفته مد بهاره/تابستانه این سال در هفته دوم فوریه در پارک لینکلن برگزار شد.
البته حاضران در این رویداد، اعتراض‌هایی نسبت به دکور جدید برگزاری مراسم داشتند. به عقیده بسیاری از شرکت‌کنندگان، دکور تاریک و محزون‌تر به اندازه پیش جذاب نبوده است.

### هفته مد سال ۲۰۱۳
برگزاری هفته مد برای سال ۲۰۱۳ به تازگی به پایان رسیده است. هفته مد پاییزه/زمستانه در هفته دوم سپتامبر، بین ۶ تا ۱۳ سپتامبر ۲۰۱۲ برگزار شد. هفته مد بهاره/تابستانه سال ۲۰۱۳ نیز ۷ تا ۱۴ فوریه در پارک لینکلن برگزار شد.